# Barbagiuai
Barbagiuai sono, in lingua ligure i ravioli fritti ripieni di zucca e formaggio, utilizzati nell'entroterra ventimigliese, in particolare nella val Nervia.

## Descrizione
Il corrispondente francese di questa ricetta sono i tourtons. Ma l'origine più probabile di questa ricetta sarebbe la città di Castellar, vicino a Mentone.
Il nome di questo raviolo fritto deriverebbe da un certo zio (barba in ligure) Giovanni (Giuà), cuoco provetto ed inventore di questa ricetta.
La qualità gustativa del piatto risulta nel contrasto tra il dolce della zucca e il gusto deciso del brusso (ricotta fermentata tipica delle valli imperiesi).
Nel Principato di Monaco questa specialità fa parte della gastronomia locale e si chiama in monegasco Barbagiuan (al plurale Barbagiuài).